# Carpelimus graphicus
Carpelimus graphicus är en skalbaggsart som först beskrevs av Thomas Casey 1889.  Carpelimus graphicus ingår i släktet Carpelimus och familjen kortvingar. Inga underarter finns listade i Catalogue of Life.